# Arsenal Football Club 1993-1994
Questa voce raccoglie le informazioni riguardanti l'Arsenal Football Club nelle competizioni ufficiali della stagione 1993-1994.

## Rosa
| N. |                             | Ruolo | Calciatore         |
| -- | --------------------------- | ----- | ------------------ |
|    | Inghilterra (bandiera)      | P     | David Seaman       |
|    | Inghilterra (bandiera)      | P     | Alan Miller        |
|    | Inghilterra (bandiera)      | D     | Tony Adams         |
|    | Inghilterra (bandiera)      | D     | Lee Dixon          |
|    | Inghilterra (bandiera)      | D     | Martin Keown       |
|    | Inghilterra (bandiera)      | D     | Andy Linighan      |
|    | Norvegia (bandiera)         | D     | Pål Lydersen       |
|    | Irlanda (bandiera)          | D     | Eddie McGoldrick   |
|    | Irlanda del Nord (bandiera) | D     | Steve Morrow       |
|    | Inghilterra (bandiera)      | D     | Nigel Winterburn   |
|    | Scozia (bandiera)           | C     | Steve Bould        |
|    | Inghilterra (bandiera)      | C     | Paul Vincent Davis |

| N. |                        | Ruolo | Calciatore        |
| -- | ---------------------- | ----- | ----------------- |
|    | Inghilterra (bandiera) | C     | Mark Flatts       |
|    | Inghilterra (bandiera) | C     | David Hillier     |
|    | Danimarca (bandiera)   | C     | John Jensen       |
|    | Svezia (bandiera)      | C     | Anders Limpar     |
|    | Inghilterra (bandiera) | C     | Paul Merson       |
|    | Inghilterra (bandiera) | C     | Ray Parlour       |
|    | Inghilterra (bandiera) | C     | Ian Selley        |
|    | Inghilterra (bandiera) | A     | Kevin Campbell    |
|    | Scozia (bandiera)      | A     | Paul Dickov       |
|    | Inghilterra (bandiera) | A     | Neil Heaney       |
|    | Inghilterra (bandiera) | A     | Alan Martin Smith |
|    | Inghilterra (bandiera) | A     | Ian Wright        |

## Risultati

### Coppa delle Coppe
| Torino 2 marzo 1994, ore 20:30 UTC+1 Quarti di finale - Andata | Torino  | 0 – 0 | Arsenal | Stadio delle Alpi (32.480 spett.)\| Arbitro: \| Quiniou \| |
| Arbitro:                                                       | Quiniou |       |         |                                                            |

| Arbitro: | Blankenstein |

|           |           |  |
| Adams 67’ | Marcatori |  |